# Grotiusomyia nigricans
Grotiusomyia nigricans är en stekelart som först beskrevs av Howard 1894.  Grotiusomyia nigricans ingår i släktet Grotiusomyia och familjen finglanssteklar. Inga underarter finns listade i Catalogue of Life.